# Perrier

Perriers logotyp

Perrier (franskt uttal: [pɛʁ.je]) är ett franskt mineralvatten med naturlig koldioxid.
Perrier ingick tidigare i Perrier Vittel Group SA, som köptes av Nestlé 1992 och döptes om till Nestlé Waters France. Detta företag omfattar också Vittel, S.Pellegrino and Contrex.
Källvattnet från Vergèze är naturligt sprudlande. Processen i vattenfabriken är dock upplagd så att vatten och koldioxid tas upp i separata borrhåll på olika djup, varefter vattnet genomgår en reningsprocess. Efter denna tillsätts åter koldioxid, nu filtrerad, vid buteljeringen så att gasnivån blir samma som i källvattnet.

## Historik
Från slutet av 1700-talet uppmärksammades lokalt värdet av den lokala källan Les Bouillens utanför Vergèze. Napoleon III gav 1863 tillstånd att exploatera källan. År 1898 köptes källan av den lokale läkaren Louis Perrier, som drev ett spa där och också buteljerade mineralvattnet för försäljning. År 1903 köptes anläggningen av engelsmannen William Albert St John Harmsworth, som döpte om den från "Les Bouillens" till "Source Perrier", stängde spaet och investerade i en expansion av buteljering av mineralvatten.
Perriervattnet tappades upp i elegant formgivna gröna flaskor och exporterades på ett tidigt stadium. Flaskorna formgavs av St-John Harmsworth med utgångspunkt i sådana indiska klubbor, som St-John Harmsworth använde för träning efter att allvarligt ha skadats i en bilolycka i Storbritannien 1906. Perrier fick tidigt stor försäljningsframgång i Storbritannien och i det Brittiska imperiet. Det blev också det första importerade mineralvattnet i USA.
Perrier driver Perrier-museet, som ligger på fabriksområdet i Vergèze.

## 1990 års giftincident
Perriers rykte som rent mineralvatten skadades 1990, när ett laboratorium i North Carolina i USA rapporterade om att det funnit bensen i ett antal flaskor. Perrier informerade om att rörde sig om ett enstaka misstag, när en arbetare vid filtreringen gjort ett fel, och att det inte hade med farliga komponenter i det ursprungliga källvattnet att göra. Incidenten ledde till att omkring 160 miljoner flaskor drogs tillbaka över hela världen.